# Morsang-sur-Orge
Morsang-sur-Orge is een gemeente in het Franse departement Essonne (regio Île-de-France) en telt 19.335 inwoners (1999). De plaats maakt deel uit van het arrondissement Évry.

## Geografie
De oppervlakte van Morsang-sur-Orge bedraagt 4,4 km², de bevolkingsdichtheid is 4394,3 inwoners per km².
De onderstaande kaart toont de ligging van Morsang-sur-Orge met de belangrijkste infrastructuur en aangrenzende gemeenten.

## Demografie
Onderstaande figuur toont het verloop van het inwonertal (bron: INSEE-tellingen).